# Tiberiu Ghioane
Tiberiu Ghioane (Târgu Secuiesc, Rumania, 18 de junio de 1981) es un ex-futbolista rumano. Jugaba de centrocampista y se retiró en julio de 2011.

## Biografía
Tiberiu Ghioane, que actúa de centrocampista central realizando labores defensivas, empezó su carrera profesional en su país. Jugó para el FC Brașov, con el que debutó en la Liga I el 2 de octubre de 1999 en el partido Rapid de Bucarest 2-1 FC Brașov. Más tarde se unió al Rapid de Bucarest. 
En 2001 emigra a Ucrania para fichar por su actual club, el Dinamo de Kiev. Con este equipo ha ganado tres Ligas y tres Copas de Ucrania.
El 3 de febrero de 2005 Ghioane sufrió una pequeña trombosis cerebral. Debido a esto tuvo que permanecer bastante tiempo sin jugar. El 17 de marzo de 2007 reapareció en un partido contra el FC Zarya. 

## Selección nacional
Ha sido internacional con la Selección de fútbol de Rumania en 20 ocasiones. Su debut con la camiseta nacional se produjo el 26 de febrero de 2001 en el partido Rumania 1-0 Ucrania, y ha anotado 2 goles.

## Clubes
| Club               | País    | Año         | Partidos | Goles |
| Fotbal Club Brașov | Rumania | 1999 - 2000 | 1        | 0     |
| Rapid Bucarest     | Rumania | 2000 - 2001 | 16       | 1     |
| FC Dinamo de Kiev  | Ucrania | 2001 - 2011 | 167      | 32    |

## Títulos
- 3 Ligas de Ucrania (Dinamo de Kiev; 2003, 2004 y 2007)
- 3 Copas de Ucrania (Dinamo de Kiev; 2003, 2005 y 2006)
- 1 Supercopa de Ucrania (Dinamo de Kiev, 2004)
- 1 Copa de la CIS (Dinamo de Kiev, 2002)